# Liste des planètes mineures (621001-622000)
Voici la liste des planètes mineures numérotées de 621001 à 622000. Les planètes mineures sont numérotées lorsque leur orbite est confirmée, ce qui peut parfois se produire longtemps après leur découverte. Elles sont classées ici par leur numéro.

## Planètes mineures 621001 à 622000
- (621001) 2007 HK102
- (621002) 2007 HS105
- (621003) 2007 HP110
- (621004) 2007 HC112
- (621005) 2007 HW112
- (621006) 2007 JL1
- (621007) 2007 JL4
- (621008) 2007 JU43
- (621009) 2007 KE11
- (621010) 2007 KL12
- (621011) 2007 LS10
- (621012) 2007 LM16
- (621013) 2007 LN23
- (621014) 2007 LM28
- (621015) 2007 LZ38
- (621016) 2007 MW3
- (621017) 2007 MQ8
- (621018) 2007 MK15
- (621019) 2007 PH6
- (621020) 2007 PX29
- (621021) 2007 PE34
- (621022) 2007 PY44
- (621023) 2007 PA53
- (621024) 2007 PB53
- (621025) 2007 PB55
- (621026) 2007 QX15
- (621027) 2007 QE18
- (621028) 2007 QU18
- (621029) 2007 RD13
- (621030) 2007 RJ14
- (621031) 2007 RC18
- (621032) 2007 RR29
- (621033) 2007 RD39
- (621034) 2007 RT40
- (621035) 2007 RC41
- (621036) 2007 RX41
- (621037) 2007 RV44
- (621038) 2007 RN51
- (621039) 2007 RK54
- (621040) 2007 RP57
- (621041) 2007 RU57
- (621042) 2007 RM77
- (621043) 2007 RL79
- (621044) 2007 RV110
- (621045) 2007 RS124
- (621046) 2007 RR126
- (621047) 2007 RZ127
- (621048) 2007 RT133
- (621049) 2007 RD141
- (621050) 2007 RO151
- (621051) 2007 RH161
- (621052) 2007 RO161
- (621053) 2007 RW166
- (621054) 2007 RJ197
- (621055) 2007 RA200
- (621056) 2007 RD201
- (621057) 2007 RL226
- (621058) 2007 RH231
- (621059) 2007 RU232
- (621060) 2007 RF241
- (621061) 2007 RL242
- (621062) 2007 RA247
- (621063) 2007 RD250
- (621064) 2007 RT257
- (621065) 2007 RF283
- (621066) 2007 RP297
- (621067) 2007 RM307
- (621068) 2007 RP307
- (621069) 2007 RS307
- (621070) 2007 RK309
- (621071) 2007 RJ310
- (621072) 2007 RB318
- (621073) 2007 RU334
- (621074) 2007 RC335
- (621075) 2007 RS338
- (621076) 2007 RV338
- (621077) 2007 RD340
- (621078) 2007 RZ340
- (621079) 2007 RA342
- (621080) 2007 RW343
- (621081) 2007 RL344
- (621082) 2007 RG346
- (621083) 2007 RH351
- (621084) 2007 RR361
- (621085) 2007 RY362
- (621086) 2007 RR363
- (621087) 2007 RB366
- (621088) 2007 SO14
- (621089) 2007 SF17
- (621090) 2007 SX23
- (621091) 2007 TE2
- (621092) 2007 TE23
- (621093) 2007 TB49
- (621094) 2007 TG52
- (621095) 2007 TY53
- (621096) 2007 TS61
- (621097) 2007 TA73
- (621098) 2007 TA91
- (621099) 2007 TJ110
- (621100) 2007 TO113
- (621101) 2007 TY117
- (621102) 2007 TT118
- (621103) 2007 TB123
- (621104) 2007 TE125
- (621105) 2007 TY126
- (621106) 2007 TL130
- (621107) 2007 TS147
- (621108) 2007 TD151
- (621109) 2007 TX166
- (621110) 2007 TZ179
- (621111) 2007 TQ191
- (621112) 2007 TV206
- (621113) 2007 TZ218
- (621114) 2007 TK225
- (621115) 2007 TR236
- (621116) 2007 TF239
- (621117) 2007 TZ245
- (621118) 2007 TA256
- (621119) 2007 TE265
- (621120) 2007 TE277
- (621121) 2007 TY278
- (621122) 2007 TG294
- (621123) 2007 TK295
- (621124) 2007 TZ295
- (621125) 2007 TZ296
- (621126) 2007 TW298
- (621127) 2007 TZ308
- (621128) 2007 TF319
- (621129) 2007 TM322
- (621130) 2007 TQ361
- (621131) 2007 TU378
- (621132) 2007 TO380
- (621133) 2007 TA390
- (621134) 2007 TE406
- (621135) 2007 TT407
- (621136) 2007 TP412
- (621137) 2007 TH423
- (621138) 2007 TA429
- (621139) 2007 TE454
- (621140) 2007 TW456
- (621141) 2007 TT460
- (621142) 2007 TS461
- (621143) 2007 TT466
- (621144) 2007 TS471
- (621145) 2007 TR478
- (621146) 2007 TK480
- (621147) 2007 TM487
- (621148) 2007 TQ490
- (621149) 2007 TW503
- (621150) 2007 UE
- (621151) 2007 UH2
- (621152) 2007 UG41
- (621153) 2007 UA44
- (621154) 2007 UG44
- (621155) 2007 UT77
- (621156) 2007 UY79
- (621157) 2007 UU81
- (621158) 2007 UC82
- (621159) 2007 UP92
- (621160) 2007 UX94
- (621161) 2007 UF110
- (621162) 2007 UX121
- (621163) 2007 UD143
- (621164) 2007 UX143
- (621165) 2007 UC152
- (621166) 2007 UL152
- (621167) 2007 UQ152
- (621168) 2007 UB153
- (621169) 2007 UP154
- (621170) 2007 UP159
- (621171) 2007 UA161
- (621172) 2007 VW11
- (621173) 2007 VQ12
- (621174) 2007 VE26
- (621175) 2007 VE37
- (621176) 2007 VR37
- (621177) 2007 VW53
- (621178) 2007 VC70
- (621179) 2007 VL105
- (621180) 2007 VZ107
- (621181) 2007 VK142
- (621182) 2007 VN143
- (621183) 2007 VD146
- (621184) 2007 VT184
- (621185) 2007 VG186
- (621186) 2007 VO223
- (621187) 2007 VC243
- (621188) 2007 VE281
- (621189) 2007 VE283
- (621190) 2007 VD319
- (621191) 2007 VO340
- (621192) 2007 VW352
- (621193) 2007 VX355
- (621194) 2007 VD361
- (621195) 2007 VQ369
- (621196) 2007 VT375
- (621197) 2007 VC377
- (621198) 2007 WD16
- (621199) 2007 WC29
- (621200) 2007 WB48
- (621201) 2007 WW66
- (621202) 2007 WO69
- (621203) 2007 XD19
- (621204) 2007 XO38
- (621205) 2007 XC62
- (621206) 2007 XF67
- (621207) 2007 YC26
- (621208) 2007 YE29
- (621209) 2007 YC78
- (621210) 2007 YS78
- (621211) 2007 YM79
- (621212) 2007 YV80
- (621213) 2007 YF86
- (621214) 2007 YF87
- (621215) 2007 YT89
- (621216) 2007 YZ89
- (621217) 2007 YC91
- (621218) 2008 AZ38
- (621219) 2008 AG52
- (621220) 2008 AY56
- (621221) 2008 AF61
- (621222) 2008 AL71
- (621223) 2008 AA109
- (621224) 2008 AC133
- (621225) 2008 AS141
- (621226) 2008 AA142
- (621227) 2008 CX51
- (621228) 2008 CL87
- (621229) 2008 CP109
- (621230) 2008 CM125
- (621231) 2008 CZ228
- (621232) 2008 CA236
- (621233) 2008 CZ238
- (621234) 2008 CU241
- (621235) 2008 CJ247
- (621236) 2008 DY21
- (621237) 2008 DS30
- (621238) 2008 DM93
- (621239) 2008 DZ96
- (621240) 2008 DN99
- (621241) 2008 EG23
- (621242) 2008 EJ97
- (621243) 2008 EA118
- (621244) 2008 EX171
- (621245) 2008 EY174
- (621246) 2008 EK175
- (621247) 2008 EB181
- (621248) 2008 EW181
- (621249) 2008 EU184
- (621250) 2008 EM185
- (621251) 2008 EV186
- (621252) 2008 EC189
- (621253) 2008 EL191
- (621254) 2008 EF193
- (621255) 2008 FO56
- (621256) 2008 FW89
- (621257) 2008 FS113
- (621258) 2008 FE126
- (621259) 2008 FR143
- (621260) 2008 FW145
- (621261) 2008 FG146
- (621262) 2008 FA148
- (621263) 2008 FG149
- (621264) 2008 GW24
- (621265) 2008 GD25
- (621266) 2008 GT52
- (621267) 2008 GU54
- (621268) 2008 GP64
- (621269) 2008 GV89
- (621270) 2008 GZ150
- (621271) 2008 GL154
- (621272) 2008 GV157
- (621273) 2008 GS161
- (621274) 2008 GE163
- (621275) 2008 GM163
- (621276) 2008 GM164
- (621277) 2008 GU167
- (621278) 2008 GD170
- (621279) 2008 GO170
- (621280) 2008 GS170
- (621281) 2008 HY19
- (621282) 2008 HA49
- (621283) 2008 HH52
- (621284) 2008 HR73
- (621285) 2008 HS75
- (621286) 2008 JN29
- (621287) 2008 JR42
- (621288) 2008 JL47
- (621289) 2008 JV48
- (621290) 2008 JN53
- (621291) 2008 KZ6
- (621292) 2008 KR14
- (621293) 2008 KG19
- (621294) 2008 KS19
- (621295) 2008 KR47
- (621296) 2008 KV48
- (621297) 2008 LA2
- (621298) 2008 LZ13
- (621299) 2008 LF19
- (621300) 2008 NK6
- (621301) 2008 OA4
- (621302) 2008 OH5
- (621303) 2008 OO19
- (621304) 2008 OS27
- (621305) 2008 OM31
- (621306) 2008 PT13
- (621307) 2008 PW22
- (621308) 2008 QX
- (621309) 2008 QL3
- (621310) 2008 QX19
- (621311) 2008 QY33
- (621312) 2008 QJ39
- (621313) 2008 QR49
- (621314) 2008 QB51
- (621315) 2008 RQ6
- (621316) 2008 RW13
- (621317) 2008 RL14
- (621318) 2008 RR29
- (621319) 2008 RT35
- (621320) 2008 RL61
- (621321) 2008 RY90
- (621322) 2008 RX125
- (621323) 2008 RD127
- (621324) 2008 RJ127
- (621325) 2008 RM127
- (621326) 2008 RA148
- (621327) 2008 RS152
- (621328) 2008 RF153
- (621329) 2008 RG154
- (621330) 2008 RS155
- (621331) 2008 RS162
- (621332) 2008 RY163
- (621333) 2008 RJ164
- (621334) 2008 RO164
- (621335) 2008 RH176
- (621336) 2008 SO14
- (621337) 2008 SD20
- (621338) 2008 SX21
- (621339) 2008 SX24
- (621340) 2008 SZ30
- (621341) 2008 SS44
- (621342) 2008 SB74
- (621343) 2008 SG95
- (621344) 2008 SL118
- (621345) 2008 SE149
- (621346) 2008 SO181
- (621347) 2008 SO209
- (621348) 2008 SL228
- (621349) 2008 SR253
- (621350) 2008 SN263
- (621351) 2008 SH276
- (621352) 2008 SG319
- (621353) 2008 SZ321
- (621354) 2008 ST324
- (621355) 2008 SU324
- (621356) 2008 SY325
- (621357) 2008 SX328
- (621358) 2008 SC333
- (621359) 2008 SC335
- (621360) 2008 SR340
- (621361) 2008 SC343
- (621362) 2008 TR46
- (621363) 2008 TL56
- (621364) 2008 TN82
- (621365) 2008 TM85
- (621366) 2008 TM93
- (621367) 2008 TZ96
- (621368) 2008 TT103
- (621369) 2008 TJ125
- (621370) 2008 TS132
- (621371) 2008 TP145
- (621372) 2008 TC146
- (621373) 2008 TK147
- (621374) 2008 TY185
- (621375) 2008 TN192
- (621376) 2008 TO192
- (621377) 2008 TP198
- (621378) 2008 TY198
- (621379) 2008 TJ199
- (621380) 2008 TK200
- (621381) 2008 TK204
- (621382) 2008 TW204
- (621383) 2008 TY204
- (621384) 2008 TE205
- (621385) 2008 TF205
- (621386) 2008 TW205
- (621387) 2008 TB206
- (621388) 2008 TP207
- (621389) 2008 TV208
- (621390) 2008 TM219
- (621391) 2008 UP
- (621392) 2008 UB3
- (621393) 2008 UK29
- (621394) 2008 UY36
- (621395) 2008 UM50
- (621396) 2008 UD68
- (621397) 2008 UQ89
- (621398) 2008 UY114
- (621399) 2008 UZ136
- (621400) 2008 UA148
- (621401) 2008 UR150
- (621402) 2008 UU162
- (621403) 2008 UV165
- (621404) 2008 UN167
- (621405) 2008 US172
- (621406) 2008 UK177
- (621407) 2008 UV184
- (621408) 2008 UW190
- (621409) 2008 UU197
- (621410) 2008 UR217
- (621411) 2008 UH236
- (621412) 2008 UJ247
- (621413) 2008 UG261
- (621414) 2008 UZ269
- (621415) 2008 UN270
- (621416) 2008 UE274
- (621417) 2008 UT291
- (621418) 2008 UO292
- (621419) 2008 UK296
- (621420) 2008 UU296
- (621421) 2008 UZ297
- (621422) 2008 UP305
- (621423) 2008 UH317
- (621424) 2008 UV335
- (621425) 2008 UT339
- (621426) 2008 UQ350
- (621427) 2008 UP352
- (621428) 2008 UE356
- (621429) 2008 UF359
- (621430) 2008 UK361
- (621431) 2008 UY363
- (621432) 2008 UT373
- (621433) 2008 UO379
- (621434) 2008 UQ383
- (621435) 2008 UE384
- (621436) 2008 UQ384
- (621437) 2008 UC388
- (621438) 2008 UN390
- (621439) 2008 UU396
- (621440) 2008 UJ398
- (621441) 2008 UW399
- (621442) 2008 UE402
- (621443) 2008 UQ405
- (621444) 2008 VX7
- (621445) 2008 VP14
- (621446) 2008 VU18
- (621447) 2008 VC25
- (621448) 2008 VS34
- (621449) 2008 VX45
- (621450) 2008 VR54
- (621451) 2008 VW84
- (621452) 2008 VY86
- (621453) 2008 VS89
- (621454) 2008 VJ90
- (621455) 2008 VX91
- (621456) 2008 VN94
- (621457) 2008 VM98
- (621458) 2008 VZ101
- (621459) 2008 VD107
- (621460) 2008 WH7
- (621461) 2008 WJ33
- (621462) 2008 WX35
- (621463) 2008 WT41
- (621464) 2008 WY51
- (621465) 2008 WF54
- (621466) 2008 WD75
- (621467) 2008 WP79
- (621468) 2008 WP106
- (621469) 2008 WZ115
- (621470) 2008 WQ127
- (621471) 2008 WD144
- (621472) 2008 WR148
- (621473) 2008 WT148
- (621474) 2008 WX148
- (621475) 2008 WD149
- (621476) 2008 WK150
- (621477) 2008 WQ152
- (621478) 2008 WZ153
- (621479) 2008 WB155
- (621480) 2008 WO160
- (621481) 2008 WC162
- (621482) 2008 XE26
- (621483) 2008 XG62
- (621484) 2008 XW62
- (621485) 2008 XZ63
- (621486) 2008 XL64
- (621487) 2008 YC21
- (621488) 2008 YD22
- (621489) 2008 YR30
- (621490) 2008 YZ44
- (621491) 2008 YU68
- (621492) 2008 YW84
- (621493) 2008 YH111
- (621494) 2008 YP136
- (621495) 2008 YE165
- (621496) 2008 YG178
- (621497) 2008 YN178
- (621498) 2008 YY181
- (621499) 2008 YP185
- (621500) 2008 YH186
- (621501) 2009 AE23
- (621502) 2009 AZ31
- (621503) 2009 AS65
- (621504) 2009 BT36
- (621505) 2009 BY114
- (621506) 2009 BZ117
- (621507) 2009 BO124
- (621508) 2009 BN157
- (621509) 2009 BZ170
- (621510) 2009 BB174
- (621511) 2009 BJ176
- (621512) 2009 BA191
- (621513) 2009 BY202
- (621514) 2009 CB40
- (621515) 2009 CH69
- (621516) 2009 CX70
- (621517) 2009 CQ71
- (621518) 2009 CZ73
- (621519) 2009 DX75
- (621520) 2009 DX147
- (621521) 2009 EA34
- (621522) 2009 EB37
- (621523) 2009 FD32
- (621524) 2009 FC35
- (621525) 2009 FF83
- (621526) 2009 FX85
- (621527) 2009 FD87
- (621528) 2009 FM88
- (621529) 2009 FD95
- (621530) 2009 GK7
- (621531) 2009 HM18
- (621532) 2009 HB26
- (621533) 2009 HM56
- (621534) 2009 HP64
- (621535) 2009 HE112
- (621536) 2009 HW112
- (621537) 2009 HY114
- (621538) 2009 HC121
- (621539) 2009 HJ123
- (621540) 2009 JH13
- (621541) 2009 JZ16
- (621542) 2009 JX19
- (621543) 2009 JU21
- (621544) 2009 KQ11
- (621545) 2009 KA21
- (621546) 2009 KP21
- (621547) 2009 MN2
- (621548) 2009 MM12
- (621549) 2009 OQ
- (621550) 2009 OR5
- (621551) 2009 OH13
- (621552) 2009 OW26
- (621553) 2009 ON27
- (621554) 2009 PM2
- (621555) 2009 PR3
- (621556) 2009 PF7
- (621557) 2009 PN11
- (621558) 2009 PO14
- (621559) 2009 PW17
- (621560) 2009 PE23
- (621561) 2009 PA24
- (621562) 2009 QT2
- (621563) 2009 QH11
- (621564) 2009 QH17
- (621565) 2009 QQ19
- (621566) 2009 QS23
- (621567) 2009 QQ24
- (621568) 2009 QA26
- (621569) 2009 QO26
- (621570) 2009 QF33
- (621571) 2009 QC40
- (621572) 2009 QC43
- (621573) 2009 QH43
- (621574) 2009 QV45
- (621575) 2009 QV52
- (621576) 2009 QW53
- (621577) 2009 QC60
- (621578) 2009 QC61
- (621579) 2009 QJ63
- (621580) 2009 QT64
- (621581) 2009 QM66
- (621582) 2009 QA67
- (621583) 2009 QH71
- (621584) 2009 QK73
- (621585) 2009 QE78
- (621586) 2009 RC11
- (621587) 2009 RO14
- (621588) 2009 RH38
- (621589) 2009 RY54
- (621590) 2009 RD76
- (621591) 2009 SD12
- (621592) 2009 SF14
- (621593) 2009 SR24
- (621594) 2009 SA30
- (621595) 2009 SE45
- (621596) 2009 SJ51
- (621597) 2009 SH57
- (621598) 2009 SY84
- (621599) 2009 SB93
- (621600) 2009 SE117
- (621601) 2009 SA124
- (621602) 2009 SN133
- (621603) 2009 SM153
- (621604) 2009 SH159
- (621605) 2009 SS159
- (621606) 2009 SA167
- (621607) 2009 SG173
- (621608) 2009 SF176
- (621609) 2009 SX189
- (621610) 2009 SB193
- (621611) 2009 SB194
- (621612) 2009 SR204
- (621613) 2009 SU204
- (621614) 2009 SO210
- (621615) 2009 SF216
- (621616) 2009 ST221
- (621617) 2009 SG226
- (621618) 2009 SW228
- (621619) 2009 SP229
- (621620) 2009 SR244
- (621621) 2009 SE249
- (621622) 2009 SE266
- (621623) 2009 SG269
- (621624) 2009 SS271
- (621625) 2009 SP277
- (621626) 2009 SX289
- (621627) 2009 SJ298
- (621628) 2009 SQ317
- (621629) 2009 SC331
- (621630) 2009 SR331
- (621631) 2009 SY341
- (621632) 2009 SH345
- (621633) 2009 SF363
- (621634) 2009 SA372
- (621635) 2009 SV384
- (621636) 2009 SC390
- (621637) 2009 SL390
- (621638) 2009 SM390
- (621639) 2009 SU394
- (621640) 2009 SJ399
- (621641) 2009 ST404
- (621642) 2009 SU406
- (621643) 2009 SH408
- (621644) 2009 TS24
- (621645) 2009 TO53
- (621646) 2009 TS54
- (621647) 2009 UQ22
- (621648) 2009 UK31
- (621649) 2009 UP66
- (621650) 2009 UU67
- (621651) 2009 UU80
- (621652) 2009 UQ93
- (621653) 2009 UQ119
- (621654) 2009 UU124
- (621655) 2009 UV128
- (621656) 2009 UP159
- (621657) 2009 UY165
- (621658) 2009 UY166
- (621659) 2009 UC167
- (621660) 2009 US170
- (621661) 2009 UO172
- (621662) 2009 VC30
- (621663) 2009 VW40
- (621664) 2009 VW108
- (621665) 2009 VX119
- (621666) 2009 VE121
- (621667) 2009 VT127
- (621668) 2009 WH7
- (621669) 2009 WZ10
- (621670) 2009 WX13
- (621671) 2009 WD21
- (621672) 2009 WS22
- (621673) 2009 WU22
- (621674) 2009 WW38
- (621675) 2009 WO55
- (621676) 2009 WJ66
- (621677) 2009 WT92
- (621678) 2009 WD102
- (621679) 2009 WM109
- (621680) 2009 WG113
- (621681) 2009 WV140
- (621682) 2009 WP142
- (621683) 2009 WT149
- (621684) 2009 WZ149
- (621685) 2009 WK160
- (621686) 2009 WM179
- (621687) 2009 WA229
- (621688) 2009 WP235
- (621689) 2009 WR244
- (621690) 2009 WP261
- (621691) 2009 WF266
- (621692) 2009 WD272
- (621693) 2009 WQ278
- (621694) 2009 WX278
- (621695) 2009 WQ281
- (621696) 2009 WN282
- (621697) 2009 WP290
- (621698) 2009 WY290
- (621699) 2009 YP29
- (621700) 2010 AU154
- (621701) 2010 AV163
- (621702) 2010 BT1
- (621703) 2010 CT29
- (621704) 2010 CR56
- (621705) 2010 CF67
- (621706) 2010 CN112
- (621707) 2010 CF154
- (621708) 2010 DQ43
- (621709) 2010 DP96
- (621710) 2010 DR109
- (621711) 2010 DM113
- (621712) 2010 EE98
- (621713) 2010 FM91
- (621714) 2010 FB131
- (621715) 2010 FW141
- (621716) 2010 FK143
- (621717) 2010 GT97
- (621718) 2010 GC191
- (621719) 2010 GM199
- (621720) 2010 GB205
- (621721) 2010 GV205
- (621722) 2010 GB207
- (621723) 2010 HP79
- (621724) 2010 JV43
- (621725) 2010 JZ78
- (621726) 2010 JU82
- (621727) 2010 JD160
- (621728) 2010 JY164
- (621729) 2010 JN213
- (621730) 2010 KZ7
- (621731) 2010 LQ60
- (621732) 2010 LO112
- (621733) 2010 MB4
- (621734) 2010 MK137
- (621735) 2010 ND
- (621736) 2010 NC5
- (621737) 2010 NP5
- (621738) 2010 NT128
- (621739) 2010 NK132
- (621740) 2010 NW133
- (621741) 2010 OW151
- (621742) 2010 PU10
- (621743) 2010 PE23
- (621744) 2010 PJ74
- (621745) 2010 QO5
- (621746) 2010 QP7
- (621747) 2010 QG8
- (621748) 2010 RK2
- (621749) 2010 RJ5
- (621750) 2010 RO7
- (621751) 2010 RK8
- (621752) 2010 RM13
- (621753) 2010 RG14
- (621754) 2010 RO17
- (621755) 2010 RN53
- (621756) 2010 RS63
- (621757) 2010 RX102
- (621758) 2010 RA107
- (621759) 2010 RM109
- (621760) 2010 RO116
- (621761) 2010 RQ118
- (621762) 2010 RF123
- (621763) 2010 RZ130
- (621764) 2010 RZ131
- (621765) 2010 RR141
- (621766) 2010 RU144
- (621767) 2010 RX146
- (621768) 2010 RQ159
- (621769) 2010 RA163
- (621770) 2010 RC169
- (621771) 2010 RC181
- (621772) 2010 RA182
- (621773) 2010 RS189
- (621774) 2010 RX195
- (621775) 2010 RD199
- (621776) 2010 RR199
- (621777) 2010 RO210
- (621778) 2010 SL22
- (621779) 2010 SP22
- (621780) 2010 SJ28
- (621781) 2010 SR52
- (621782) 2010 TT11
- (621783) 2010 TP25
- (621784) 2010 TH50
- (621785) 2010 TX63
- (621786) 2010 TK71
- (621787) 2010 TP75
- (621788) 2010 TO100
- (621789) 2010 TO136
- (621790) 2010 TK147
- (621791) 2010 TL169
- (621792) 2010 TQ171
- (621793) 2010 TM174
- (621794) 2010 TW174
- (621795) 2010 TQ205
- (621796) 2010 TW208
- (621797) 2010 TX211
- (621798) 2010 TW217
- (621799) 2010 UN54
- (621800) 2010 UN73
- (621801) 2010 UA106
- (621802) 2010 UO110
- (621803) 2010 UR122
- (621804) 2010 VM3
- (621805) 2010 VM38
- (621806) 2010 VH77
- (621807) 2010 VX89
- (621808) 2010 VX164
- (621809) 2010 VE169
- (621810) 2010 VR174
- (621811) 2010 VU174
- (621812) 2010 VX203
- (621813) 2010 VY211
- (621814) 2010 VP244
- (621815) 2010 VG250
- (621816) 2010 VX255
- (621817) 2010 WR50
- (621818) 2010 WD54
- (621819) 2010 WU62
- (621820) 2010 WE71
- (621821) 2010 XK8
- (621822) 2010 XJ14
- (621823) 2010 XU53
- (621824) 2010 XL59
- (621825) 2010 XZ70
- (621826) 2010 XF76
- (621827) 2010 XD97
- (621828) 2010 XQ97
- (621829) 2010 XA107
- (621830) 2010 XA110
- (621831) 2010 XV115
- (621832) 2010 YL6
- (621833) 2011 AW14
- (621834) 2011 AO71
- (621835) 2011 AU85
- (621836) 2011 AY89
- (621837) 2011 AU91
- (621838) 2011 AN99
- (621839) 2011 AX99
- (621840) 2011 AA104
- (621841) 2011 BC29
- (621842) 2011 BW80
- (621843) 2011 BE87
- (621844) 2011 BC128
- (621845) 2011 BS136
- (621846) 2011 BS153
- (621847) 2011 BV181
- (621848) 2011 BJ194
- (621849) 2011 BA199
- (621850) 2011 CO13
- (621851) 2011 CX20
- (621852) 2011 CM93
- (621853) 2011 CJ96
- (621854) 2011 CW100
- (621855) 2011 CS124
- (621856) 2011 CL146
- (621857) 2011 DC22
- (621858) 2011 DY53
- (621859) 2011 EF5
- (621860) 2011 EB71
- (621861) 2011 EY90
- (621862) 2011 FJ116
- (621863) 2011 FQ160
- (621864) 2011 FQ165
- (621865) 2011 GG92
- (621866) 2011 GK93
- (621867) 2011 GU93
- (621868) 2011 HE43
- (621869) 2011 HA106
- (621870) 2011 JG23
- (621871) 2011 JJ36
- (621872) 2011 JP36
- (621873) 2011 KY21
- (621874) 2011 KR50
- (621875) 2011 KX53
- (621876) 2011 KM54
- (621877) 2011 LB
- (621878) 2011 LW7
- (621879) 2011 LA12
- (621880) 2011 LP22
- (621881) 2011 LA31
- (621882) 2011 LP32
- (621883) 2011 LZ32
- (621884) 2011 MS13
- (621885) 2011 OB31
- (621886) 2011 ON48
- (621887) 2011 ON65
- (621888) 2011 OL69
- (621889) 2011 OP70
- (621890) 2011 PO1
- (621891) 2011 PY1
- (621892) 2011 PE15
- (621893) 2011 PT19
- (621894) 2011 PG21
- (621895) 2011 PJ22
- (621896) 2011 PC23
- (621897) 2011 QX1
- (621898) 2011 QC6
- (621899) 2011 QV15
- (621900) 2011 QX23
- (621901) 2011 QX24
- (621902) 2011 QL26
- (621903) 2011 QJ52
- (621904) 2011 QG98
- (621905) 2011 QB108
- (621906) 2011 RD4
- (621907) 2011 RH8
- (621908) 2011 RU15
- (621909) 2011 RK22
- (621910) 2011 SJ7
- (621911) 2011 SB16
- (621912) 2011 SS23
- (621913) 2011 SS24
- (621914) 2011 SN29
- (621915) 2011 SU35
- (621916) 2011 SE37
- (621917) 2011 SQ57
- (621918) 2011 SJ64
- (621919) 2011 SY98
- (621920) 2011 SX104
- (621921) 2011 SR105
- (621922) 2011 SR115
- (621923) 2011 SH127
- (621924) 2011 SD145
- (621925) 2011 SK157
- (621926) 2011 SX158
- (621927) 2011 SZ165
- (621928) 2011 SQ191
- (621929) 2011 SD202
- (621930) 2011 SU212
- (621931) 2011 SH215
- (621932) 2011 SD218
- (621933) 2011 SP218
- (621934) 2011 SR219
- (621935) 2011 SW254
- (621936) 2011 SE258
- (621937) 2011 SJ265
- (621938) 2011 SG268
- (621939) 2011 SC272
- (621940) 2011 SY280
- (621941) 2011 SC289
- (621942) 2011 SE309
- (621943) 2011 SO319
- (621944) 2011 TL7
- (621945) 2011 UQ6
- (621946) 2011 UL19
- (621947) 2011 UU35
- (621948) 2011 UF46
- (621949) 2011 UP50
- (621950) 2011 UD52
- (621951) 2011 UV55
- (621952) 2011 UB80
- (621953) 2011 UY85
- (621954) 2011 UY88
- (621955) 2011 UC110
- (621956) 2011 UF112
- (621957) 2011 UN114
- (621958) 2011 UU124
- (621959) 2011 UL141
- (621960) 2011 UL149
- (621961) 2011 UW188
- (621962) 2011 UG190
- (621963) 2011 UK196
- (621964) 2011 UV204
- (621965) 2011 UJ217
- (621966) 2011 UZ231
- (621967) 2011 UF234
- (621968) 2011 UN245
- (621969) 2011 UD250
- (621970) 2011 UU263
- (621971) 2011 UO280
- (621972) 2011 UX285
- (621973) 2011 UC286
- (621974) 2011 UY287
- (621975) 2011 UU288
- (621976) 2011 UO298
- (621977) 2011 UB303
- (621978) 2011 UK318
- (621979) 2011 UF323
- (621980) 2011 UN329
- (621981) 2011 UD336
- (621982) 2011 UL338
- (621983) 2011 UV354
- (621984) 2011 UU357
- (621985) 2011 US414
- (621986) 2011 UZ414
- (621987) 2011 UF416
- (621988) 2011 UT421
- (621989) 2011 UV421
- (621990) 2011 UP426
- (621991) 2011 UY429
- (621992) 2011 UC438
- (621993) 2011 UB441
- (621994) 2011 UW441
- (621995) 2011 UE445
- (621996) 2011 UZ445
- (621997) 2011 UL448
- (621998) 2011 UP449
- (621999) 2011 UE451
- (622000) 2011 UU458